# Cotesia glomerata
Cotesia glomerata es una pequeña especie de avispa parásita de la familia Braconidae que parasita varias especies de mariposas Pieris. Fue descrita por primera vez por Carl Linnaeus en su publicación de 1758, décima edición de Systema Naturae.

## Descripción

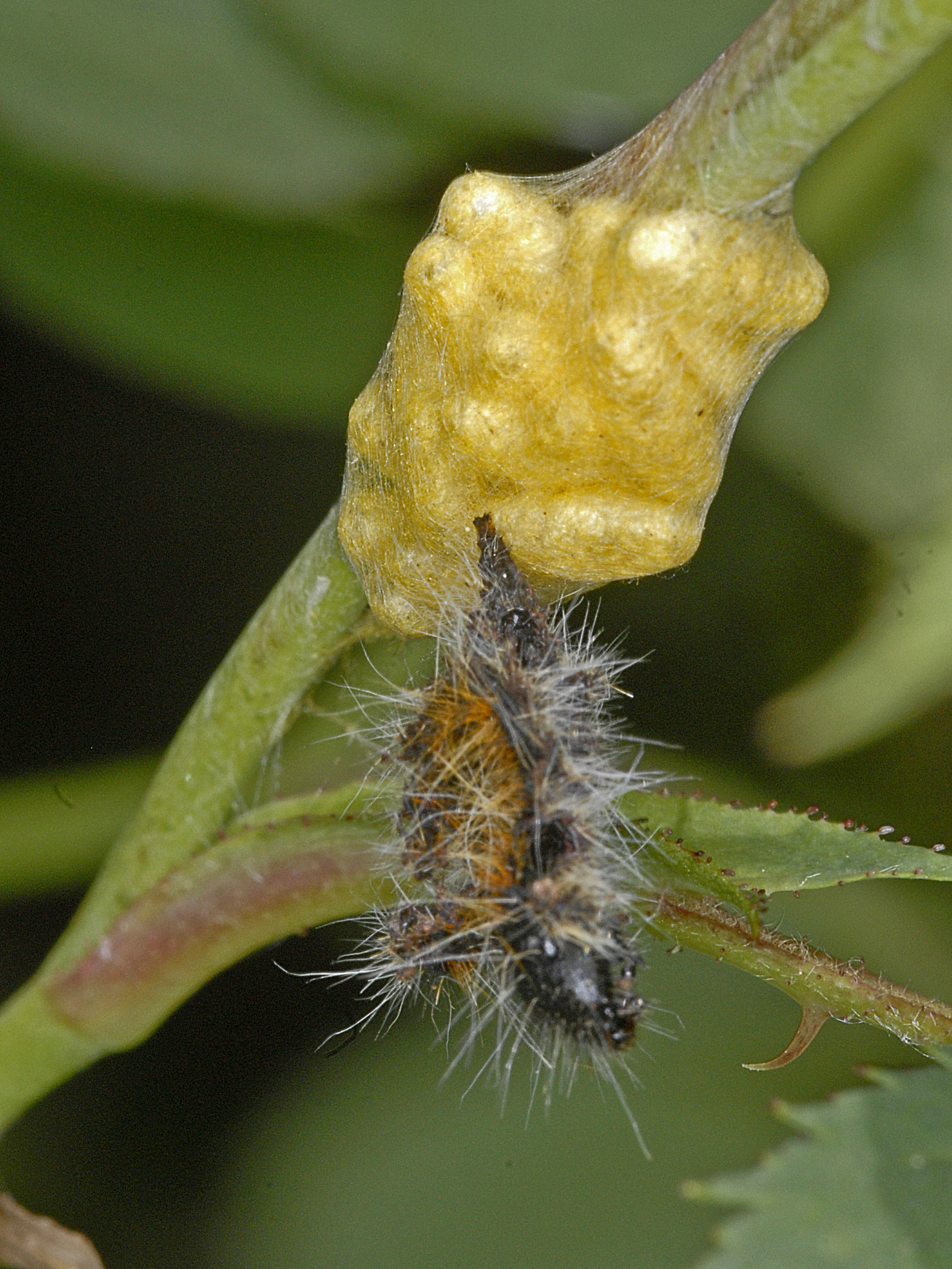
Capullos de Cotesia con los restos de una oruga parasitada muerta.

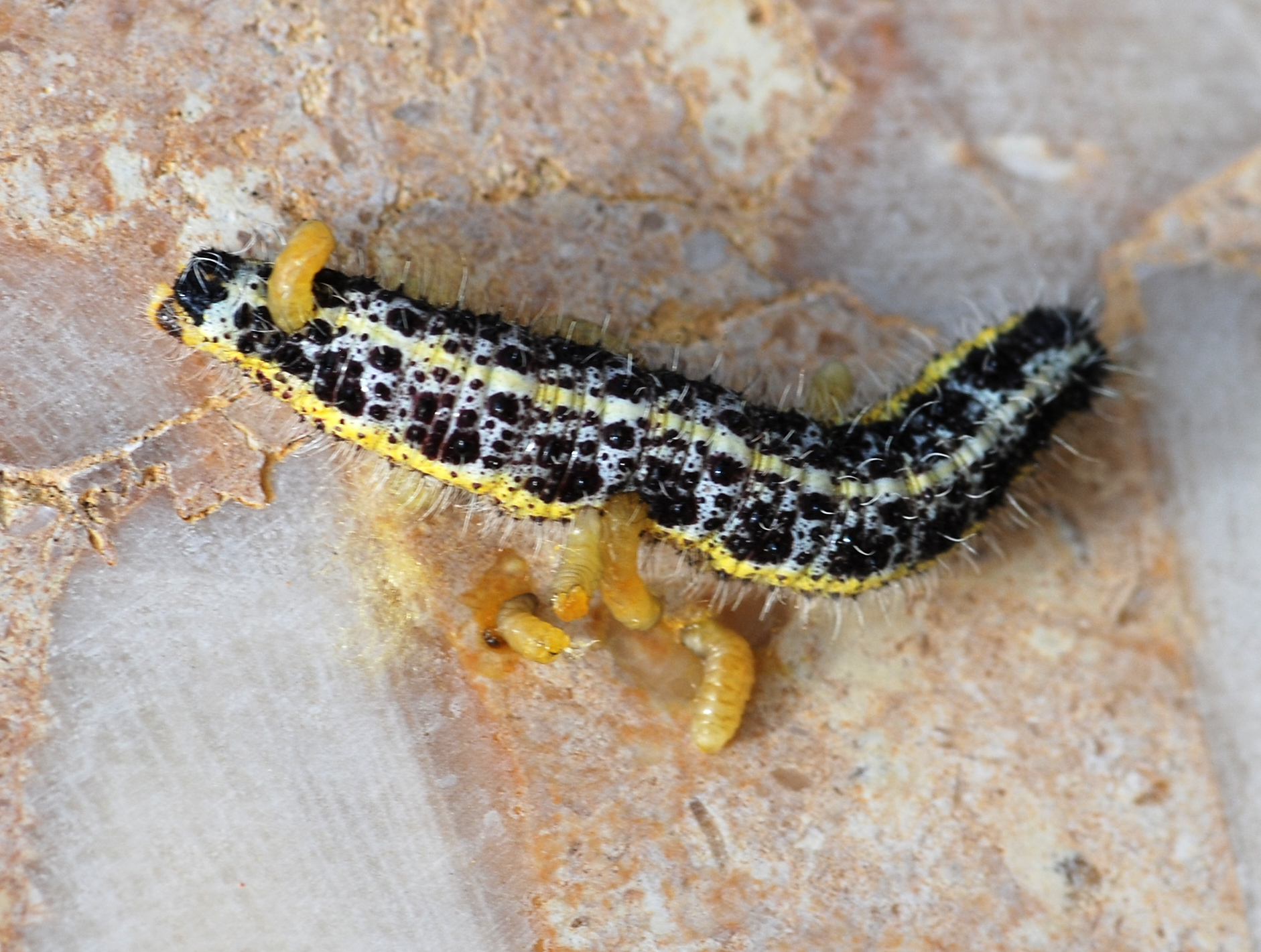
Larvas de Cotesia glomerata emergiendo de una oruga de mariposa Pieris brassicae.

Los adultos de Cotesia glomerata pueden alcanzar una longitud de 3-7 milímetros. Esta pequeña avispa bracónida es negra, con dos pares de alas. Puede parasitar una amplia gama de especies de mariposas Pieris como huésped, aunque la blanca de la col (Pieris brassicae) y la blanquita de la col (Pieris rapae) son sus huéspedes principales. Los adultos se alimentan de néctar.

## Ciclo de vida
La hembra adulta se aparea casi de inmediato después de salir del capullo y comienza a poner huevos. Los huevos se depositan en las larvas de mariposas, conocidas como orugas, donde se desarrollan las larvas. En cada oruga se depositan varios huevos que oscilan entre 16 y 52. Después de 15 a 20 días emergen las larvas, matando a la oruga parasitada. Cuando las larvas terminan su crecimiento, salen de la oruga y tejen capullos en un racimo sobre o cerca de ella; después de 7 a 10 días, las avispas adultas (imagos) eclosionan de estos capullos. En general, se necesitan entre 22 y 30 días para completar el ciclo biológico.
Cotesia glomerata es a su vez parasitada por las avispas hiperparásitas Lysibia nana y Gelis agilis.

## Distribución
Esta especie está presente en la mayor parte de Europa, en el reino afrotropical, el reino australasiano, el Neártico y el reino neotropical.